# Emiliano-romagnolo
Emiliano-romagnolo är ett romanskt språk som talas av cirka två miljoner människor i Italien och i San Marino. I Italien talas det i regionerna Emilia-Romagna, Marche, Toscana och Lombardiet.
| Wikipedia | Wikipedia har en upplaga på Emiliano-romagnolo. |